# Habropoda orbifrons
Habropoda orbifrons är en biart som beskrevs av Maurits Anne Lieftinck 1974. Habropoda orbifrons ingår i släktet Habropoda och familjen långtungebin. Inga underarter finns listade i Catalogue of Life.